# 一関市立舞川中学校
一関市立舞川中学校（いちのせきしりつ まいかわちゅうがっこう）は、岩手県一関市舞川にある公立中学校。

## 概要
1947年4月、学制改革に基き舞川村立舞川中学校として舞川青年学校内に開校した。開校当初は相川分教室（舞川字中里）と舞草分教室の2つの分教室を設置しており、一時期は舞川地区内には3つの中学校が存在していた。しかし両分教室とも新校舎の落成を機に閉校し、本校に統合されている。1952年8月に落成した木造2階建ての新校舎は、改修工事などを施して現在も使用しており、築70年を迎えた校舎は2021年時点で設置されている一関市内の小中学校のなかでは最古である。
生徒数は、統計が残る2000年度以降は減少傾向であり、各学年は1クラスで推移している。2018年に厳美中学校へ統合された本寺中学校の閉校以降は、市内の中学校では最小の生徒数で小規模校に分類されるが、今後数年間は50人前後で推移する見通しが立っていることから他校への統合などといった計画は立っていない。
本校では1980年代頃から舞川地区内の県道・市道や通学路脇の不法投棄物を拾う活動（530運動）を行っており、全校生徒が春と秋の年2回、地域の環境美化に尽力している。また、同地区で300年以上受け継がれている「行山流舞川鹿子踊」の伝承活動に取り組んでおり、行山流舞川鹿子躍保存会指導のもと、毎年10月に開催する文化祭「舞中祭」にて有志の生徒が披露している。どちらの活動も30年以上にわたって実施しており、本校における伝統的な行事の一種となっている。

## 沿革
- 1947年（昭和22年）
  - 4月1日 - 舞川青年学校内に舞川村立舞川中学校として開校[3]。相川小学校と舞草小学校に分教室を併設[4]。
  - 校歌（作詞：小会下丸、作曲：加藤俊吉）を制定[12]。
- 1949年（昭和24年）5月14日 - 舞川字三ツ森に学校林を設置[4]。
- 1952年（昭和27年）8月16日 - 木造2階建ての新校舎を落成[3][5]。相川、舞草分教室を統合（廃止）。文部省より文部省優良施設校に指定[4]。
- 1955年（昭和30年）1月1日 - 市町村合併に伴い、所在地が一関市舞川となり「一関市立」に改称[13]。
- 1962年（昭和37年）3月20日 - 理科室と調理室を設置[4]。
- 1967年（昭和42年）3月10日 - 岩手県立一関第一高等学校定時制舞川分校の閉校に伴い、本校舎として使用開始[4]。
- 1973年（昭和48年）4月1日 - 特殊学級を開設[4]
- 1974年（昭和49年）11月25日 - 燃料貯蔵庫と通学用自転車置き場を設置[4]。
- 1980年（昭和55年）6月 - 体力トレーニングハウスを設置[4]。
- 1982年（昭和57年）5月11日 - 校庭を拡張[4]。
- 1983年（昭和58年）12月22日 - LL教室と視聴覚室を設置[4]。
- 1987年（昭和62年）3月22日 - 鉄骨造の新体育館を落成[5][4]。
- 1988年（昭和63年）2月1日 - 雪害で倒壊した体力トレーニングハウスを解体[4]。
- 1993年（平成5年）3月 - 第6回卒業生より校旗を寄贈[4]。
- 1996年（平成8年）9月4日 - 屋外プールを落成[3][4]。
- 2001年（平成13年）
  - 1月 - 1階廊下を改修[4]。
  - 3月 - 技術室・資料館を解体し、新技術室を設置[4]。
- 2007年（平成19年）8月 - 校舎外壁を改修。音楽室・美術室・校舎屋根を補修[3]。
- 2008年（平成20年）9月 - 体育館屋根を補修[3]。
- 2009年（平成21年）9月 - 音楽室・図書室を改修[3]。
- 2010年（平成22年）3月 - 配膳室を設置。特別支援学級教室・相談室を改修[3]。
- 2011年（平成23年）3月11日 - 東北地方太平洋沖地震により各所が被災[14]。
- 2015年（平成27年）2月 - 校舎をバリアフリー化[3]。

## 学校目標

### 教育目標
- 豊かな心を持ち 互いに励まし合う生徒
- 深く考え 進んで学習に取り組む生徒
- 心身ともに健康で 進んで奉仕する生徒

出典：

## 学校活動
主な学校活動（行事）のみ掲載。
1学期
- 4月 - 新任式、始業式、入学式、対面式
- 5月 - 運動会
- 6月 - 芸術鑑賞、一関地方中総体
- 7月 - 地域体験学習、県中総体、終業式（夏季休業）

2学期
- 8月 - 始業式、一関地方駅伝競走大会、社会体験学習（2年生）
- 9月 - 修学旅行（3年生）、一関地方新人戦
- 10月 - 一関地方中文祭、県新人大会前期、舞中祭
- 11月 - 一関地方音楽発表会、県新人大会後期
- 12月 - 終業式（冬期休業）

3学期
- 1月 - 始業式、公立高校推薦入試
- 2月 - なし
- 3月 - 公立高校一般入試、卒業式、修了式（学年末休業）、離任式

## 部活動
2023年度時点で活動している部活動。

### 常設部
- 野球部
- バレーボール部（男子）
- バドミントン部（女子）
- ソフトテニス部（女子）

### 特設部
- 陸上部
- 駅伝部

出典：

## 付属施設
主な施設のみ掲載。
- 体育館（858 m2[1]）- 鉄骨造平屋建て[5]
- 校庭（8,527 m2[1]）
- 屋外プール
- テニスコート

## 生徒・学級数
2000年度以降は毎年度、生徒数と学級数を掲載。
| 年度                                                                                  | 生徒数  | 増減  | 学級数 | 増減 | 出典   | 備考                 |
| ------------------------------------------------------------------------------------- | ------- | ----- | ------ | ---- | ------ | -------------------- |
| 1948（昭和23）年度                                                                    | 335     |       | 9      |      | [ 18 ] |                      |
| 1949（昭和24）年度                                                                    | 381     | 46    | 10     | 1    | [ 19 ] |                      |
| 1950（昭和25）年度                                                                    | 373     | －8   | 10     | 0    | [ 20 ] |                      |
| 1951（昭和26）年度                                                                    | 378     | 5     | 10     | 0    | [ 21 ] |                      |
| 1952（昭和27）年度                                                                    | 366     | －12  | 10     | 0    | [ 22 ] | 相川・舞草分教場統合 |
| 1953（昭和28）年度                                                                    | 335     | －31  | 8      | －2  | [ 23 ] |                      |
| 1954（昭和29）年度                                                                    | 349     | 14    | 8      | 0    | [ 24 ] |                      |
| 2000（平成12）年度                                                                    | 127     | －222 | 5      | －3  | [ 25 ] |                      |
| 2001（平成13）年度                                                                    | 109     | －18  | 4      | －1  | [ 26 ] |                      |
| 2002（平成14）年度                                                                    | 103     | －6   | 4      | 0    | [ 27 ] |                      |
| 2003（平成15）年度                                                                    | 91（2） | －12  | 4（1） | 0    | [ 28 ] |                      |
| 2004（平成16）年度                                                                    | 93（2） | 2     | 4（1） | 0    | [ 29 ] |                      |
| 2005（平成17）年度                                                                    | 95（3） | 2     | 4（1） | 0    | [ 30 ] |                      |
| 2006（平成18）年度                                                                    | 87（2） | －8   | 4（1） | 0    | [ 31 ] |                      |
| 2007（平成19）年度                                                                    | 86（3） | －1   | 4（1） | 0    | [ 32 ] | 開校60周年           |
| 2008（平成20）年度                                                                    | 69（1） | －17  | 4（1） | 0    | [ 33 ] |                      |
| 2009（平成21）年度                                                                    | 74（1） | 5     | 4（1） | 0    | [ 34 ] |                      |
| 2010（平成22）年度                                                                    | 67（1） | －7   | 4（1） | 0    | [ 35 ] |                      |
| 2011（平成23）年度                                                                    | 74（3） | 7     | 5（2） | 1    | [ 36 ] |                      |
| 2012（平成24）年度                                                                    | 68（3） | －6   | 5（2） | 0    | [ 6 ]  |                      |
| 2013（平成25）年度                                                                    | 56（3） | －12  | 5（2） | 0    | [ 6 ]  |                      |
| 2014（平成26）年度                                                                    | 51（1） | －5   | 4（1） | －1  | [ 6 ]  |                      |
| 2015（平成27）年度                                                                    | 43（5） | －8   | 6（3） | 2    | [ 6 ]  |                      |
| 2016（平成28）年度                                                                    | 44（5） | 1     | 6（3） | 0    | [ 6 ]  |                      |
| 2017（平成29）年度                                                                    | 48（5） | 4     | 6（3） | 0    | [ 6 ]  | 開校70周年           |
| 2018（平成30）年度                                                                    | 44（1） | －4   | 4（1） | －2  | [ 6 ]  |                      |
| 2019（令和元）年度                                                                    | 45（1） | 1     | 4（1） | 0    | [ 6 ]  |                      |
| 2020（令和2）年度                                                                     | 40（1） | －5   | 4（1） | 0    | [ 6 ]  |                      |
| 2021（令和3）年度                                                                     | 42（1） | 2     | 4（1） | 0    | [ 6 ]  |                      |
| 2022（令和4）年度                                                                     | 37（1） | －5   | 4（1） | 0    | [ 6 ]  |                      |
| 2023（令和5）年度                                                                     | 41（2） | 4     | 5（2） | 1    | [ 13 ] |                      |
| ※生徒数・学級数内の（）は特別支援生徒・学級数 ※1952年度以前は相川・舞草分教室分を含む |         |       |        |      |        |                      |

## 学区
一関市立舞川小学校の学区と同一。
- 一関市舞川

出典：

## 進学前小学校
- 一関市立舞川小学校（一関市舞川）[37]

## アクセス
舞川地区の中心部、県道19号から外れた田園地帯に位置している。

### 自動車
- 県道19号と市道の交差点（舞川字中入）から市道経由で約1分

## 周辺
- 一関警察署 舞川駐在所
- 一関文化伝承館
- 一関市立舞川小学校